# 植木邦之
植木 邦之（うえき くにゆき、1933年（昭和8年）7月16日 - ）は、日本の官僚である。元公正取引委員会事務局長（現・事務総長）を務めた後、日本鉄道建設公団理事となった。その後、公正取引委員会の生え抜き出身として5人目の公正取引委員となった。岡山県出身。

## 人物・来歴

### 生い立ち
1933年（昭和8年）岡山県で出生する。1949年（昭和24年）に岡山県立高梁高等学校へ入学した。同期には、後に大学教授となる安本美典がいる。また、1個下には、同じく高梁高校から東大へ進学し、その後、富士銀行（現：みずほ銀行）の頭取となる橋本徹もいた。1952年（昭和27年）3月に高梁高校を卒業し、同年4月に東京大学文科一類へ入学する。1956年（昭和31年）に東京大学法学部を卒業した。

### 官僚として
東大卒業後、官僚になったが、その後、1959年（昭和34年）25歳のときに内閣府の外局（行政委員会）である公正取引委員会へ入局する。1963年（昭和38年）30歳のときに審査部総理府事務官となり、事務局官房総務課、経済企画庁、経済部企業課長補佐を経て、1972年（昭和47年）12月1日、39歳のときに名古屋地方事務所所長となる。この後も、重要な役職を歴任する。1973年に審査部第4審査長、1975年に審査部第三審査長、1976年に取引部下請課長を経て、1977年（昭和52年）43歳のとき大阪地方事務所所長となる。
大阪地方事務所所長を2年間務めた後、官房庶務課長、取引課長を経て、1984年（昭和59年）9月、51歳ときに参事官(兼)総務課長に就任する。1985年（昭和60年）には、官房審議官・総務担当となり、1987年（昭和62年）には、審査部長と順調に出生していき、遂に1990年（平成2年）4月に公取委事務局長（事務方トップ）に就任する。
この人事の裏には、公正取引委員会のトップである局長ポストが大蔵省（現：財務省）からの出向者に取られており、公正取引委員会の内部で大蔵省に対する反感が相当蓄積していたことによるものであった。それを防ぐため、生え抜きで様々な役職を経験していた植木に白羽の矢が立ち、公取委事務局長へ就任した。
その後、1991年6月14日 公正取引委員会を退官し、同月に日本鉄道建設公団理事に就任する。1992年には、公正取引委員会の生え抜き出身として5人目の公正取引委員となった。そのまま委員を4年務め、任期を1年残して1996年（平成8年）64歳のときに公正取引委員を退任した。長年の活躍が認められて、2003年70歳のときに、国から瑞宝重光章を授与された。

## 経歴
- 1952年 岡山県立高梁高等学校卒業（18歳）
- 1956年 東大法学部卒業（22歳）
- 1959年 公正取引委員会へ入局（25歳）
- 1963年 審査部総理府事務官（30歳）[4]
- 1966年 事務局官房総務課（33歳）[5]
- 1970年 経済企画庁課長補佐（37歳）[19]
- 1972年12月1日 名古屋地方事務所所長（39歳）[6]
- 1973年7月1日 審査部第4審査長（39歳）[7]
- 1975年7月1日 審査部第3審査長（41歳）[8]
- 1976年7月1日 取引部下請課長（42歳）[9]
- 1977年7月1日 大阪地方事務所所長（43歳）[10]
- 1979年8月 官房庶務課長（46歳）[11]
- 1981年6月 取引課長（48歳）[12]
- 1984年9月 参事官(兼)総務課長（52歳）[13]
- 1985年11月 官房審議官・総務担当（53歳）[14]
- 1987年6月30日 審査部長（54歳）[15]
- 1990年4月 公正取引委員会・事務局長 就任（57歳）[16]
- 1991年6月14日 公正取引委員会 退官（58歳）[20]
- 1991年6月28日 日本鉄道建設公団理事 就任[2]
- 1992年7月1日 公正取引委員 就任（59歳）[18]
- 1996年12月18日 公正取引委員 退任（64歳）
- 2003年秋 瑞宝重光章 受賞（70歳） [3]